# Aleiodes pilosus
Aleiodes pilosus är en stekelart som först beskrevs av Cresson 1872.  Aleiodes pilosus ingår i släktet Aleiodes och familjen bracksteklar. Inga underarter finns listade i Catalogue of Life.